# BETTER SONGS OF THE YEARS
『BETTER SONGS OF THE YEARS』（ベター・ソングス・オブ・ザ・イヤー）は、日本のミュージシャン奥田民生のコンピレーション・アルバムである。2008年10月29日に発売。発売元はエスエムイーレコーズ。

## 解説
- ユニコーン時代の企画シングルを含む2007年までに発売されたシングルのカップリング曲の中からアルバム未収録分を全て収録。
- 奥田作品恒例のアナログ盤は発売されなかった。
- 初回限定盤のみ紙ジャケット仕様。

## 収録曲

### DISC. 1
1. 健康 (4:30)
2. Hey Bulldog (4:47)
3. ルパン三世主題歌II (4:05)
4. ロボッチ（Live） (3:57)
5. 手引きのようなもの（奥田民生バージョン） (4:57)
初CD化。
6. 雨男 (3:42)
7. ワインのばか (3:00)
8. MOTHER（ひとり股旅） (4:39)
9. 怒りの別件 (2:11)
10. 独裁者 (5:26)
11. 夕陽ヶ丘のサンセット (4:29)
12. オーナーは最高 (4:18)
13. ブルームーンギャラクティカ（オーケストラBGMバージョン） (2:56)
  - 作曲：斎藤有太、編曲：服部隆之

ライブ終演時に流れる曲のオーケストラバージョン。ひとり股旅スペシャル@広島市民球場で使われた。

### DISC. 2
1. 監獄ロック (3:03)
2. 悲しくてやりきれない (3:37)
3. 抱きしめたい (3:25)
4. スモーキン・ブギ（Live） (3:03)
シングル「まんをじして」収録のものは次曲と繋がった形で収録されているが、こちらはフェードアウトで終了している。
5. マシマロ（ック）（Live） (2:58)
6. 最後のニュース (4:44)
7. 唇をかみしめて (4:13)
8. 人ばっか（OT10メドレー・Live） (6:33)
9. ドライバー (3:03)
10. KYAISUIYOKUMASTER (6:34)
11. オリエンタル・ダイヤモンド（宅録DEMO音源） (4:19)
12. The STANDARD 〜消灯〜 (1:12)

## 演奏
健康
- 奥田民生：Vocal, Guitars, Bass, Drums, Keyboards, Percussions

Hey Bulldog
- 奥田民生：Vocal, Guitars
- 長田進：Guitars
- 根岸孝旨：Bass
- 古田たかし：Drums
- 斎藤有太：Keyboards

ルパン三世主題歌Ⅱ
- 奥田民生：Vocal, Guitars
- 長田進：Guitars, Whistle
- 根岸孝旨：Bass
- 古田たかし：Drums
- 斎藤有太：Keyboards

ロボッチ (Live)
- 奥田民生：Vocal, Guitar
- 長田進：Guitar
- 根岸孝旨：Bass, Harmony
- 古田たかし：Drums
- 斎藤有太：Keyboards

手引きのようなもの (奥田民生バージョン)
- 奥田民生：Vocal, Guitars
- 長田進：Guitars
- 根岸孝旨：Bass, Percussions
- 古田たかし：Drums, Percussions
- 斎藤有太：Keyboards
- 河合マイケル：Percussions

雨男
- 奥田民生：Vocal, Acoustic Guitar

ワインのばか
- 奥田民生：Vocal, Guitars
- 長田進：Guitars
- 根岸孝旨：Bass
- 古田たかし：Drums
- 斎藤有太：Keyboards
- 河合マイケル：Percussions

MOTHER (ひとり股旅)
- 奥田民生：Vocal, Acoustic Guitar

怒りの別件
- 奥田民生：Vocal, Guitars
- 長田進：Guitars, Harmony
- 根岸孝旨：Bass, Harmony
- 古田たかし：Drums
- 斎藤有太：Keyboards, Harmony

独裁者
- 奥田民生：Vocal, Guitars
- 長田進：Guitars, Harmony
- 根岸孝旨：Bass, Harmony
- 古田たかし：Drums
- 斎藤有太：Keyboards, Harmony

夕陽ヶ丘のサンセット
- 奥田民生：Vocal, Guitars
- アンディ・スターマー：Drums, Harmony
- スティーブン・マクドナルド：Bass
- アイヴァン・ネヴィル：Keyboards
- レニー・カストロ：Percussions

オーナーは最高
- 奥田民生：Vocal, Guitars
- アンディ・スターマー：Drums, Harmony
- スティーブン・マクドナルド：Bass
- アイヴァン・ネヴィル：Keyboards
- レニー・カストロ：Percussions

ブルームーンギャラクティカ (オーケストラBGMバージョン)
- 服部隆之：Arrangement
- 伊丹雅博：Guitar
- 吉野弘志：Bass
- 山木秀夫：Drums
- 中西康晴：Keyboards
- エリック宮城、西村浩二、木幡光邦：Trumpet
- 中川英二郎、フレッド・シモンズ、広原正典、野々下興一：Trombone
- 小池修、吉田治：Tenor Sax
- 平原まこと、近藤和彦：Alto Sax
- 宮本大路：Baritone Sax

監獄ロック
- 奥田民生：Vocal, Guitar
- 根岸孝旨：Bass
- 古田たかし：Drums
- 斎藤有太：Piano

悲しくてやりきれない
- 奥田民生：Vocal, Acoustic Guitar
- 根岸孝旨、古田たかし：Acoustic Guitar
- 斎藤有太：Acoustic Guitar Solo

抱きしめたい
- 奥田民生：Vocal, Guitars, Percussions
- チャーリー・ドレイトン：Drums, Harmony
- 小原礼：Bass
- 斎藤有太：Keyboards

スモーキン・ブギ (Live)
- 奥田民生：Vocal, Guitar
- 長田進：Guitar, Harmony
- 根岸孝旨：Bass, Harmony
- 古田たかし：Drums, Harmony
- 斎藤有太：Keyboards, Harmony

マシマロ(ック)
- 奥田民生：Vocal, Guitar
- 長田進：Guitar, Harmony
- 根岸孝旨：Bass, Harmony
- 古田たかし：Drums, Harmony
- 斎藤有太：Keyboards, Harmony

最後のニュース
- 奥田民生：Vocal, Guitars
- 長田進：Guitars
- 根岸孝旨：Bass
- 古田たかし：Drums
- 斎藤有太：Keyboards

唇をかみしめて
- 奥田民生：Vocal, Guitars, Bass, Drums, Keyboards, Percussions

人ばっか (OT10メドレー・Live)
- 奥田民生：Vocal, Guitar
- 長田進：Guitar, Harmony
- 根岸孝旨：Bass, Harmony
- 古田たかし：Drums, Harmony
- 斎藤有太：Keyboards, Harmony

ドライバー
- 奥田民生：Vocal, Guitars, Percussions
- 小原礼：Bass
- 沼澤尚：Drums
- 斎藤有太：Keyboards

KYAISUIYOKUMASTER
- 奥田民生：Vocal, Guitars
- チャーリー・ドレイトン：Drums, Percussions, Harmony
- 小原礼：Bass, Harmony
- ジェフ・バブコ：Keyboards

オリエンタル・ダイヤモンド (宅録DEMO音源)
- 奥田民生：Vocal, Guitars, Bass, Drums, Keyboards, Percussions

The STANDARD ～消灯～
- 根岸孝旨：Bass